# 里帕布利克 (北卡羅萊納州)
里帕布利克（英語：Republic）是位於美國北卡羅萊納州伯蒂縣的非建制地區。

## 地理
里帕布利克所處的海拔為高於海平面18米（即59英呎），而該地所採用的時區為UTC-5，即北美东部时区（EST）。同時該地設有夏令時間，為UTC-5調快一小時，即UTC-4（EDT）。